# Aspledonte
Aspledonte (in greco antico: Ἀσπληδών?) era una polis dell'antica Grecia ubicata in Beozia, menzionata da Omero nel catalogo delle navi dell'Iliade, anche se nel contingente separato dei Beoti.

## Storia
Strabone dice che tanto la città come la regione cambiarono nome in Eudielo, che significa «visibile da lontano» o «esposta al sole», che era applicabile alla città nella misura in cui, essendo orientata verso sud-ovest, aveva una maggiore esposizione al sole rispetto alle altre città. Tuttavia, Pausania dice che il luogo fu abbandonato dai suoi abitanti per mancanza di acqua.

## Mitologia greca
Pausania dice che il nome della città derivava da Aspledon, figlio di Poseidone e Midea, illustrandolo con alcuni versi di un poeta poco noto al suo tempo chiamato Quersia:

## Localizzazione
Viene generalmente localizzata nella città chiamata Pirgo, 6 km a nord di Orcomeno, anche se questa distanza è notevolmente superiore a quella indicata da Strabone, che era di venti stadi (circa 3,6 km).